# Nanga

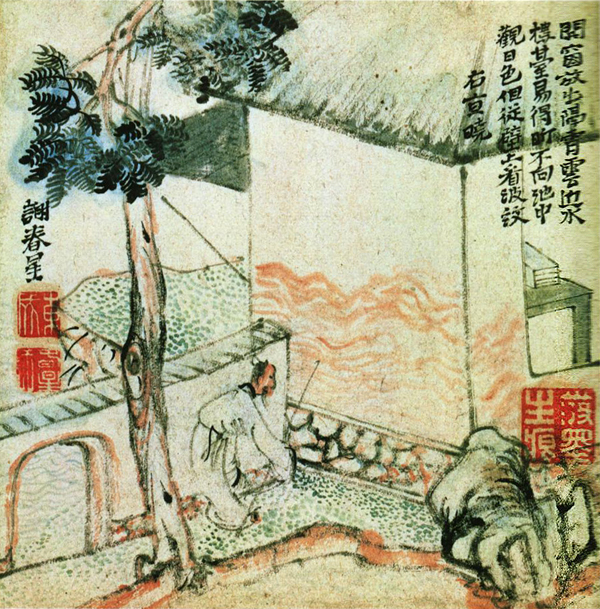
Yosa Buson

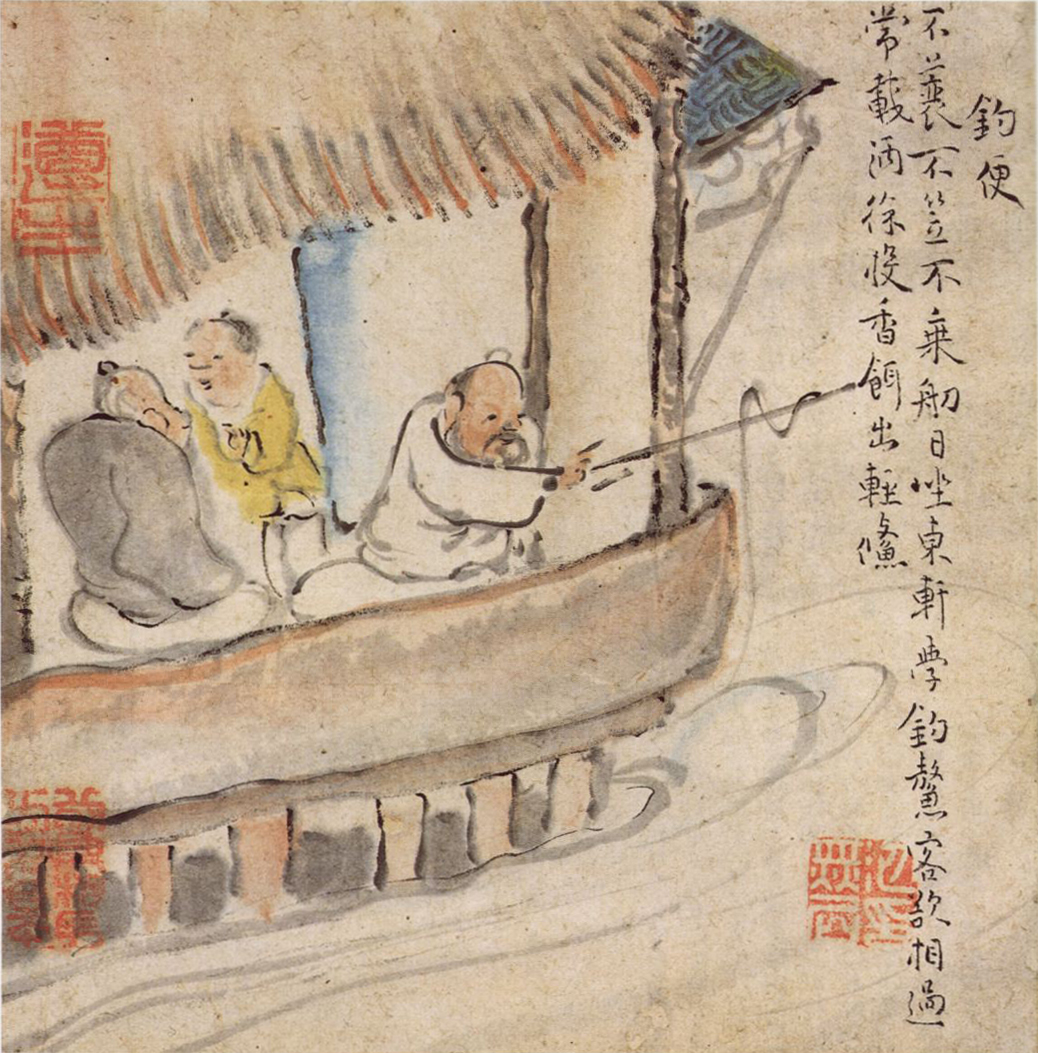
Ike no Taiga

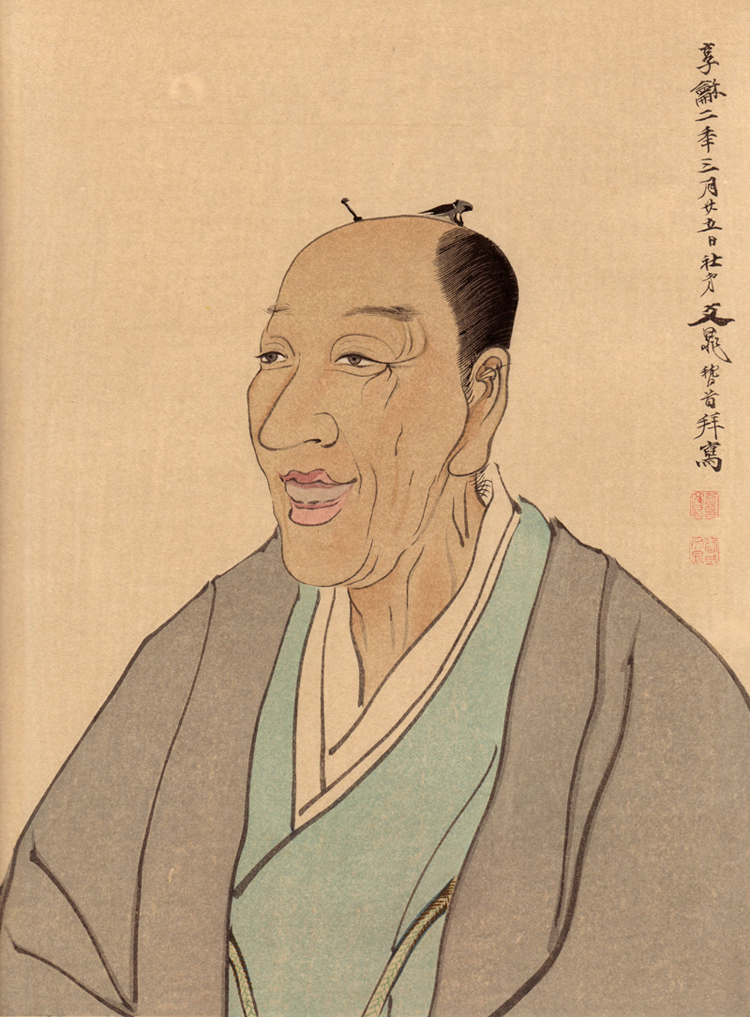
Tani: Kimura Kenkadô

Nanga (japanisch 南画), genauer Nanshūga (南宗画, dt. „Malerei im Stil der Südschule“), ist ein chinesisch beeinflusster Malstil, der ab 1700 in Japan aufgenommen wurde.

## Zum Begriff
Der Malstil orientierte sich an der „Südschule“, die im Gegensatz zur streng-akademischen „Nordschule“ eine spontane Bildgestaltung bevorzugte. An dieser Stilrichtung orientierten sich in China Gelehrte, die in ihrer Freizeit malten und die Ergebnisse dann oft Freunden zum Geschenk machten. Diese „Gelehrten-Malerei“ (文人画 bunjinga) wurde in Japan übernommen, deckt sich aber nicht ganz mit dem ursprünglichen Begriff. So lebte man zum Teil vom Verkauf der Blätter, so dass heute in der japanischen Kunstgeschichte der Begriff Nanga bevorzugt wird.
Die Freizeit-Maler orientierten sich an chinesischen Lehrwerken zur Malerei, z. B. an der Sammlung „Acht Arten Bildvorlagen“ (八種画譜) oder am „Senfkorngarten“ (芥子園) und an der „Zehn-Bambus-Halle“ (十竹斎). Diese Werke wurden in Japan nachgedruckt.

## Vertreter der frühen Phase
- Gion Nankai (祇園 南海; 1676–1751) war Verfasser chinesischer Gedichte und Maler. Er war Sohn eines Arztes, der der Wakayama-Zweigfamilie der Tokugawa diente, studierte Konfuzianismus unter Kinoshita Jun’an und wirkte als offizieller Lehrer für Konfuzianismus des Han.
- Hattori Nankaku (服部 南郭; 1683–1759) wurde in Kyoto geboren, war Konfuzianist und Dichter, beschäftigte sich aber auch mit der Malerei im Nanga-Stil.
- Yanagisawa Kien (柳沢 淇園; 1703–1758) leitete die Verwaltung des Kōriyama-han. Er studierte unter Ogyū Sorai beschäftigte sich mit dem Neokonfuzianismus, Kalligraphie, schnitt Siegel und kannte sich auch in der Botanik aus. Er malte zunächst im Stil der chinesischen Hof-Malerei, widmete sich dann aber vor allem der Nanga-Malerei.

## Die großen Meister
Yosa und Ike waren im Unterschied zu den meisten anderen Nanga-Malern bürgerlicher Herkunft.
- Yosa Buson (与謝 蕪村, 1716–1783) war Haiku-Poet und Maler. Er zeigte früh künstlerische Begabung und hinterließ ein umfangreiches malerisches Werk.
- Ike (no) Taiga (池 大雅; 1723–1776) stammte aus Kyoto, lernte die Ming- und Qing-Malerei bei Gion und nahm auch Einflüsse von Yanagizawa auf. Ferner ist seine Kalligraphie bedeutend. Seine Frau Gyokuran war ebenfalls eine bekannte Malerin.

## Weitere Entwicklung in Westjapan
- Uragami Gyokudō (浦上 玉堂; 1745–1820) diente zunächst im Kamogata-han in Provinz Bitchū, verließ diesen aber und reiste malend und Koto spielend durchs ganze Land. Mit einer spitzen Pinselführung gestaltete er seine Landschaften.
- Aoki Mokubei (青木 木米; 1767–1833) ist vor allem als Töpfer in Kyoto bekannt, war aber auch im Alter malerisch tätig, wobei er Einflüsse von Kō Fuyō (1722–1784) und Kimura Kenkadō (1736–1802) aufnahm. Er nutzte Blau und Rot zur malerischen Gestaltung.

## Weitere Entwicklung in Edo
- Tani Bunchō (谷 文晁; 1763–1841) stammte aus Edo. Von dem Kanzler des Shogunats Matsudaira Sadanobu gefördert schuf er u. a. die Sammlungen Shūko Jūrui und Kōyo tanshōzu ken. Er übernahm Einflüsse der Nordschule, die sich in einem strengeren Bildaufbau zeigen. Unter seiner Leitung entwickelte sich auch die Porträtmalerei. Von seinen zahlreichen Schülern sind vor allem Watanabe, Tsubaki sowie Tachibara Kyōsho und Takaku Aigai zu nennen.
- Watanabe Kazan (渡辺 崋山; 1793–1841) studierte westliches Wissen und war als Nanga-Maler tätig. In der Malerei war er Schüler von Tani und leitete die Verwaltung des Tahara-han in der Provinz Mikawa. Er gehörte zu den Gelehrten, die die Abschottungspolitik des Shogunats bekämpften. Im Rahmen der Ansei-Säuberung 1859 erhielt er Hausarrest und nahm sich 1841 das Leben.
- Tsubaki Chinzan (椿 椿山; 1801–1854) wurde in Edo geboren und war Mitglied eines Wachdienstes des Shogunats. Er studierte Malerei bei Tani und Watanabe und beschäftigte sich auch mit dem Stil des Malers der Qing-Zeit Yùn Nántián.

## Ausklang
- Tomioka Tessai (富岡 鉄斎; 1836–1924) stammte aus Kyoto, studierte Nationallehre bei Ōkuni Takamasa, beschäftigte sich aber auch mit Literatur, Konfuzianismus und Buddhismus. Nach 1868 wurde er Priester am Isonokami- bzw. Ōtori-Schrein. Er malte zunächst im Yamato-e-Stil und wandte er sich später der Nanga-Malerei zu.

## Bilderauswahl

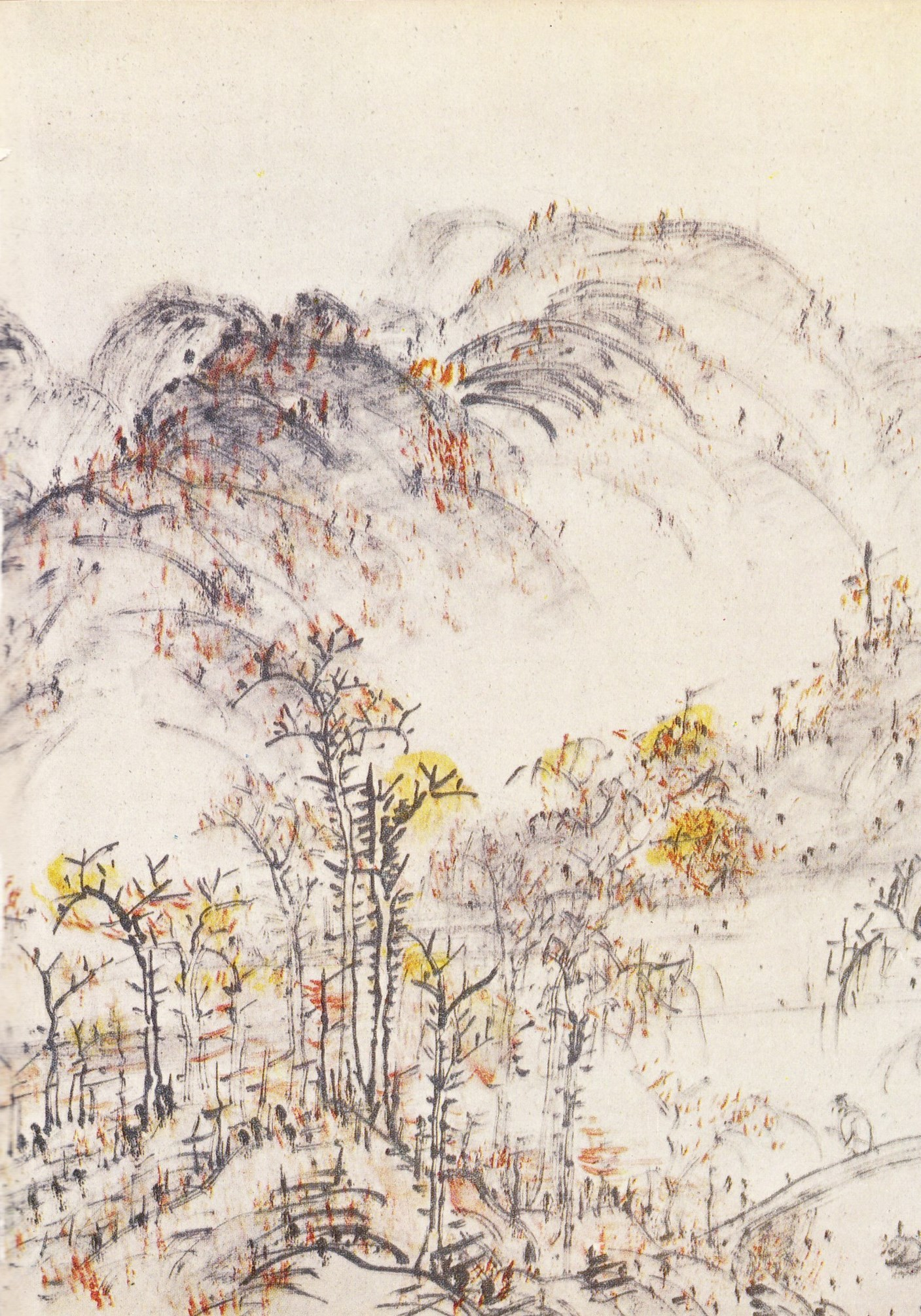
Uragami: Landschaft (Ausschnitt)
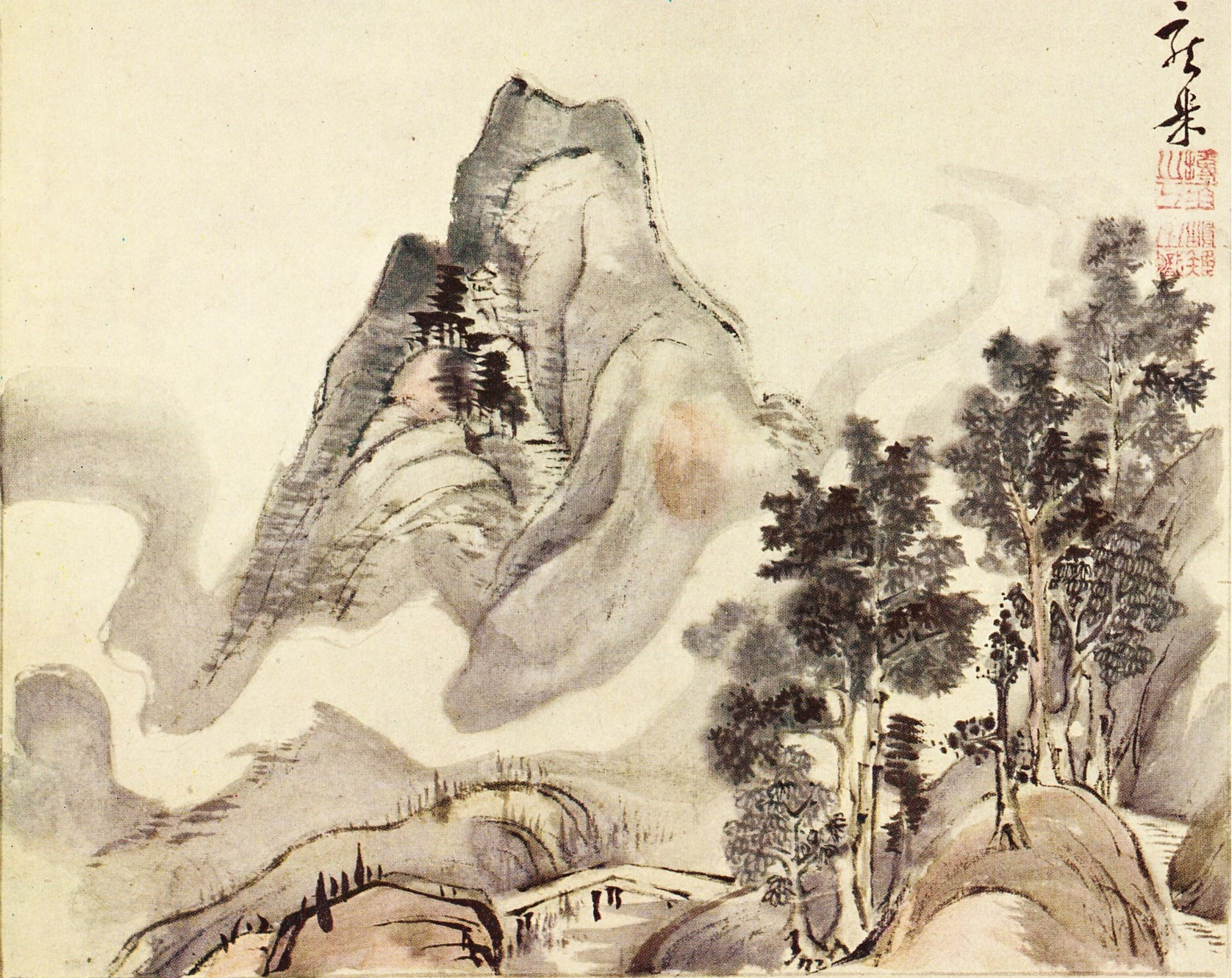
Aoki: Landschaft
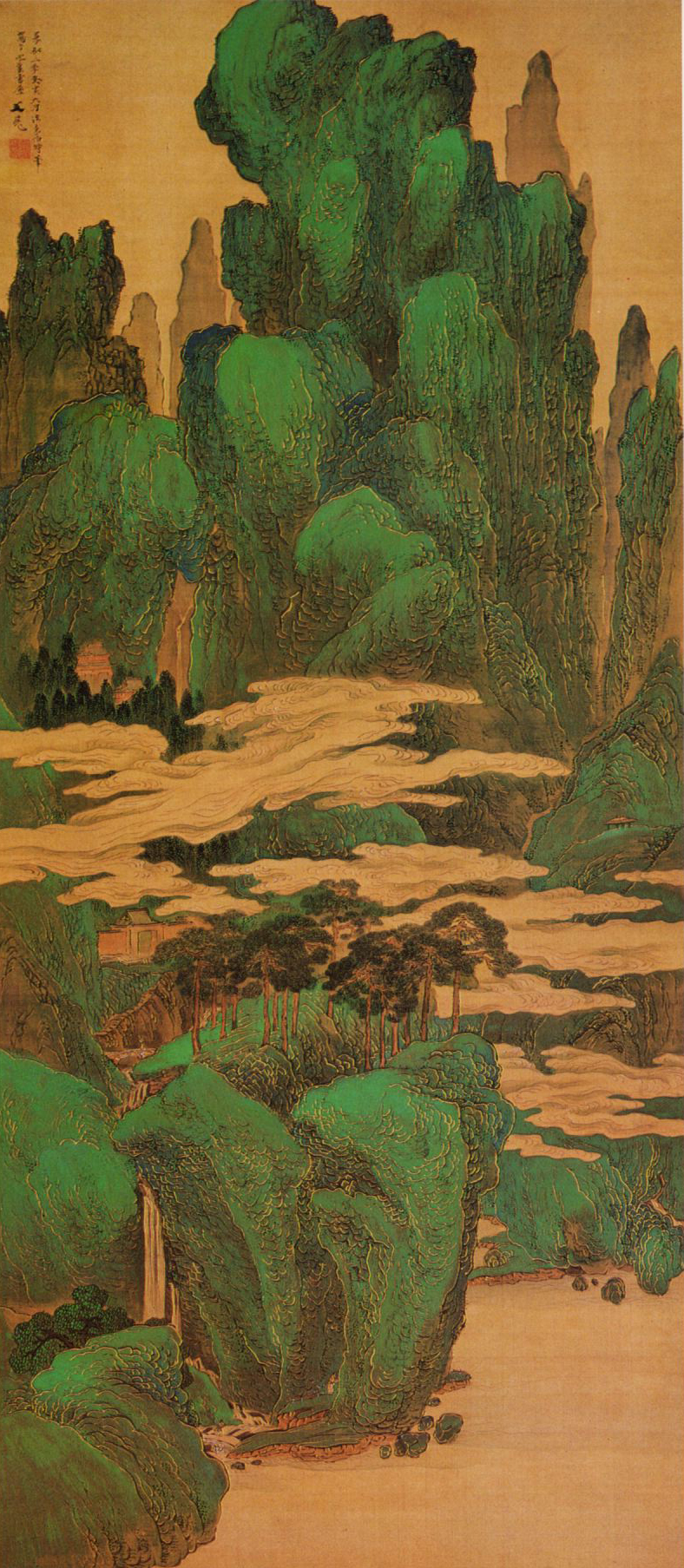
Tani: Grüne Landschaft
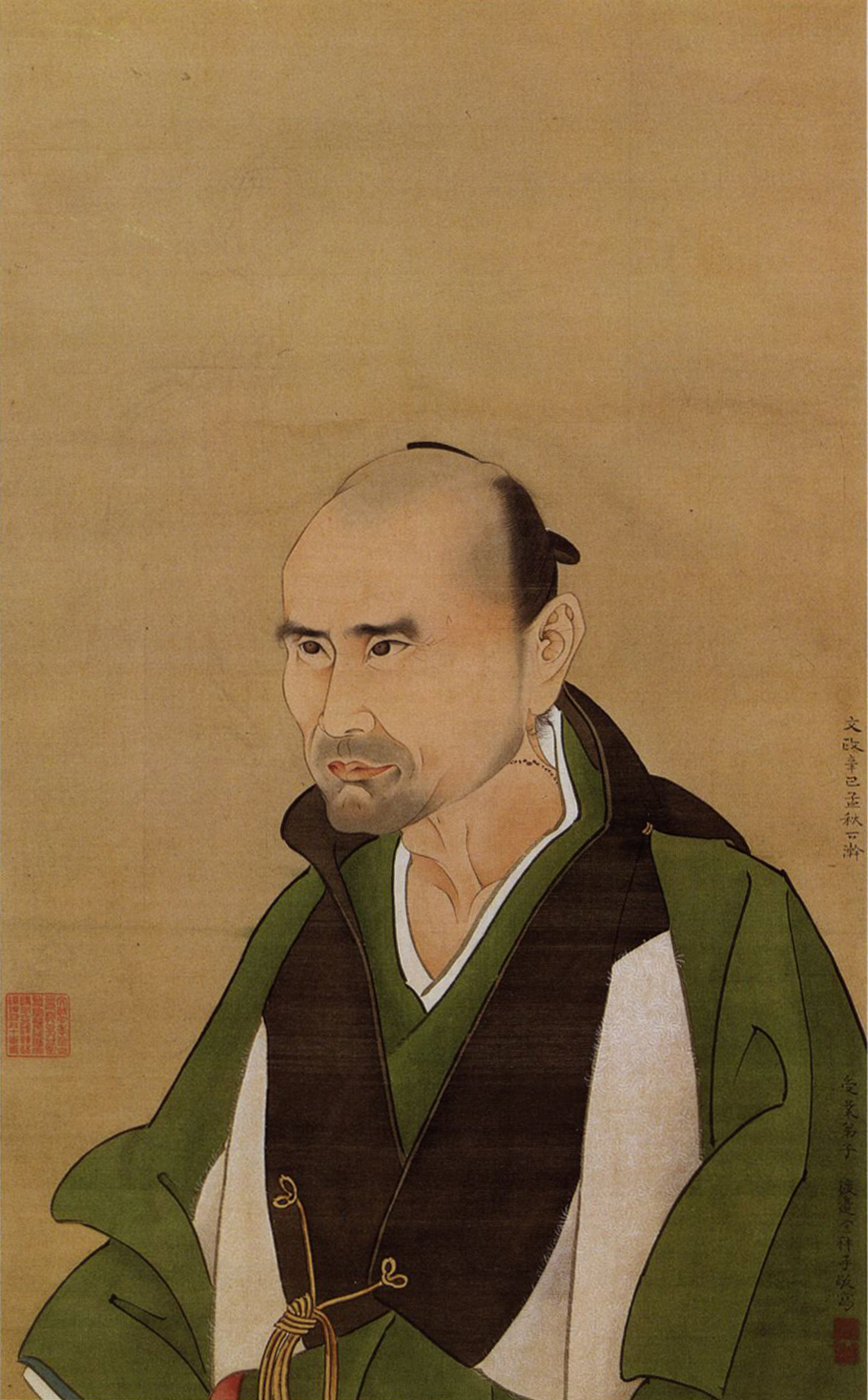
Watanabe: Satō Issai
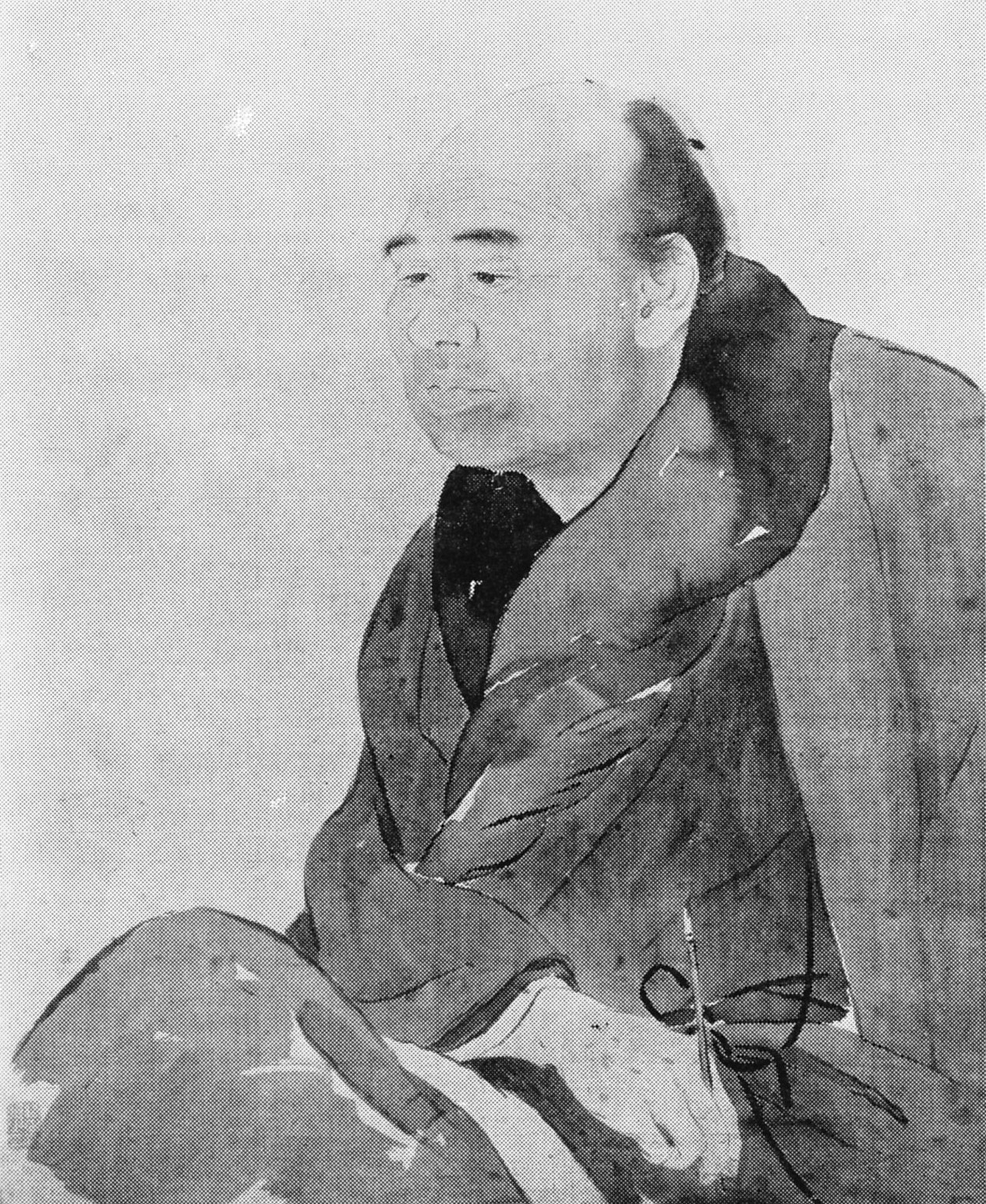
Tsubaki: Takaku Aigai
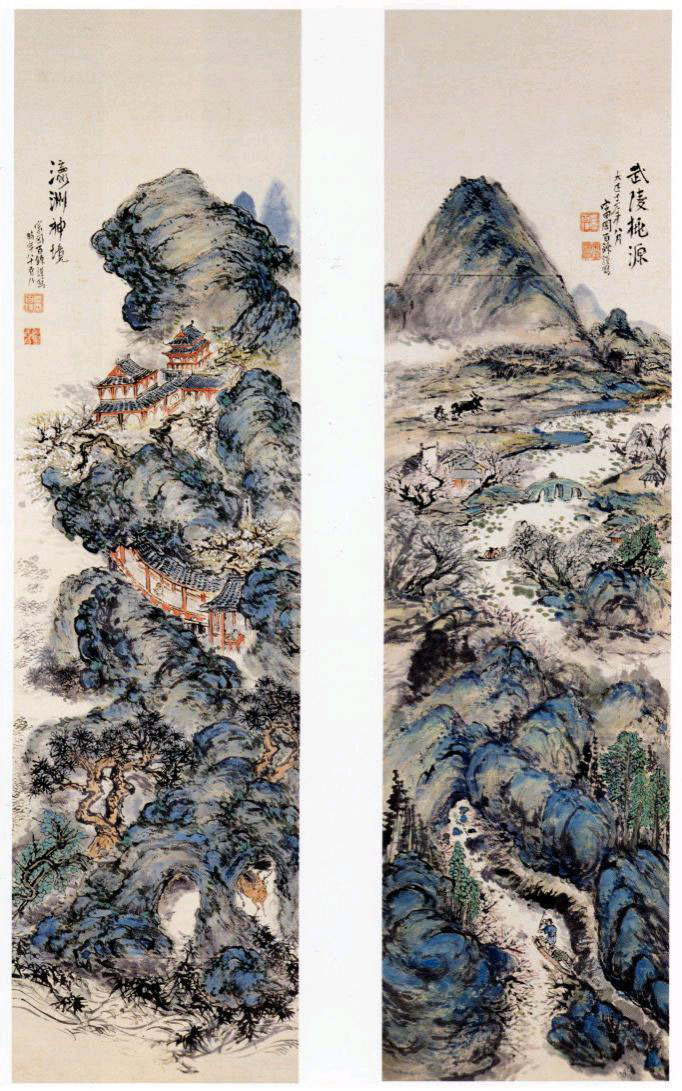
Tomioka: Landschaften